# Guda, Guizhou
Guda (kinesiska: 古达) är en etnisk minoritetssocken för miao- och yi-folken i sydvästra Kina. Den ligger i Hezhang härad i staden Bijie i provinsen Guizhou, omkring 175 kilometer nordväst om provinshuvudstaden Guiyang. Antalet invånare vid folkräkningen 2020 var 18 466.